# Spartak Semei
FK Spartak Semei (russisch: Футбольный клуб Спартак Семей) war ein kasachischer Fußballverein aus Semei. Die Vereinsfarben waren rot und grün.

## Geschichte

### Sowjetische Meisterschaft
Der 1964 als Tsementnik Semipalantinsk gegründete Verein wurde 1971 in Spartak Semipalatinsk umbenannt. Das Team nahm von 1967 bis 1991 insgesamt 28 Mal an der sowjetischen Meisterschaft teil. Alle Spielzeiten wurden in der dritten Liga der Sowjetunion verbracht. Obwohl der Club 1970, 1971 und 1977 Zonenmeister wurde, scheiterte der Verein jeweils in der Aufstiegsrunde.

### Kasachische Meisterschaft
Nach dem Ende der Sowjet-Zeit und der Unabhängigkeit Kasachstans gab es eine erneute Umbenennung in Yelimai Semipalatinsk. Unter diesem Namen feierte das Team die größten Erfolge, als 1994, 1995 und 1998 drei Mal der Meistertitel und 1995 der Pokalsieg gefeiert werden konnten. In der Saison 2004 erhielt die Mannschaft den Namen FC Semei und stieg aus der kasachischen Superliga ab. Seitdem spielte der Verein, der im Frühjahr 2008 in Spartak Semei umbenannt wurde, in der zweiten kasachischen Liga. Nach der Spielzeit 2013 kehrte das Team aus Semipalatinsk in das kasachische Oberhaus zurück, als die Mannschaft die Vizemeisterschaft in der zweiten Liga gewinnen konnte und im Relegationsspiel auf dem neutralen Boden, in der hauptstädtischen Astana Arena, der vorletzte der Premjer-Liga Wostok Öskemen mit 1:0 nach der Verlängerung durch einen Treffer von Pawel Puryschkin erst in 118. Minute bezwungen wurde. Somit spielte Spartak Semei nach neun Jahren Abstinenz erneut erstklassig. Worauf ein sofortiger Abstieg 2014 folgte.
Wegen finanzieller Schwierigkeiten und dem Ausbleiben sportlicher Erfolge wurde am Ende der Saison 2015 die Fusion von Wostok Öskemen und Spartak Semei zum neuen Verein FK Altai Semei verkündet.

## Asienpokal
Zum ersten Mal trat der Verein aus Semei bei der AFC Champions League in der Saison 1995/96 in Erscheinung. In der zentralasiatischen Gruppe wurde in der ersten Runde der usbekische Vertreter FK Neftchi Fargʻona mit einem Gesamtscore von 5:4 eliminiert. In der zweiten Runde musste die Mannschaft gegen den Al-Nasr aus Saudi-Arabien den Vortritt lassen.
In der Saison 1996/97 konnte in der ersten Runde der kirgisische Verein AiK Bischkek nach zwei Siegen bezwungen werden. In der zweiten Runde schied die Mannschaft erneut aus, der iranische Vertreter Persepolis Teheran erwies sich nach einem 3:0-Heimerfolg und anschließender 0:5-Auswärtsniederlage als zu stark.

## Erfolge

### Meisterschaftserfolge
- Kasachischer Meister: 1994, 1995, 1998
- Zonenmeister in der dritten Liga der UdSSR: 1970, 1971, 1977

### Pokalerfolge
- Kasachischer Pokalsieger: 1995

## Stadion

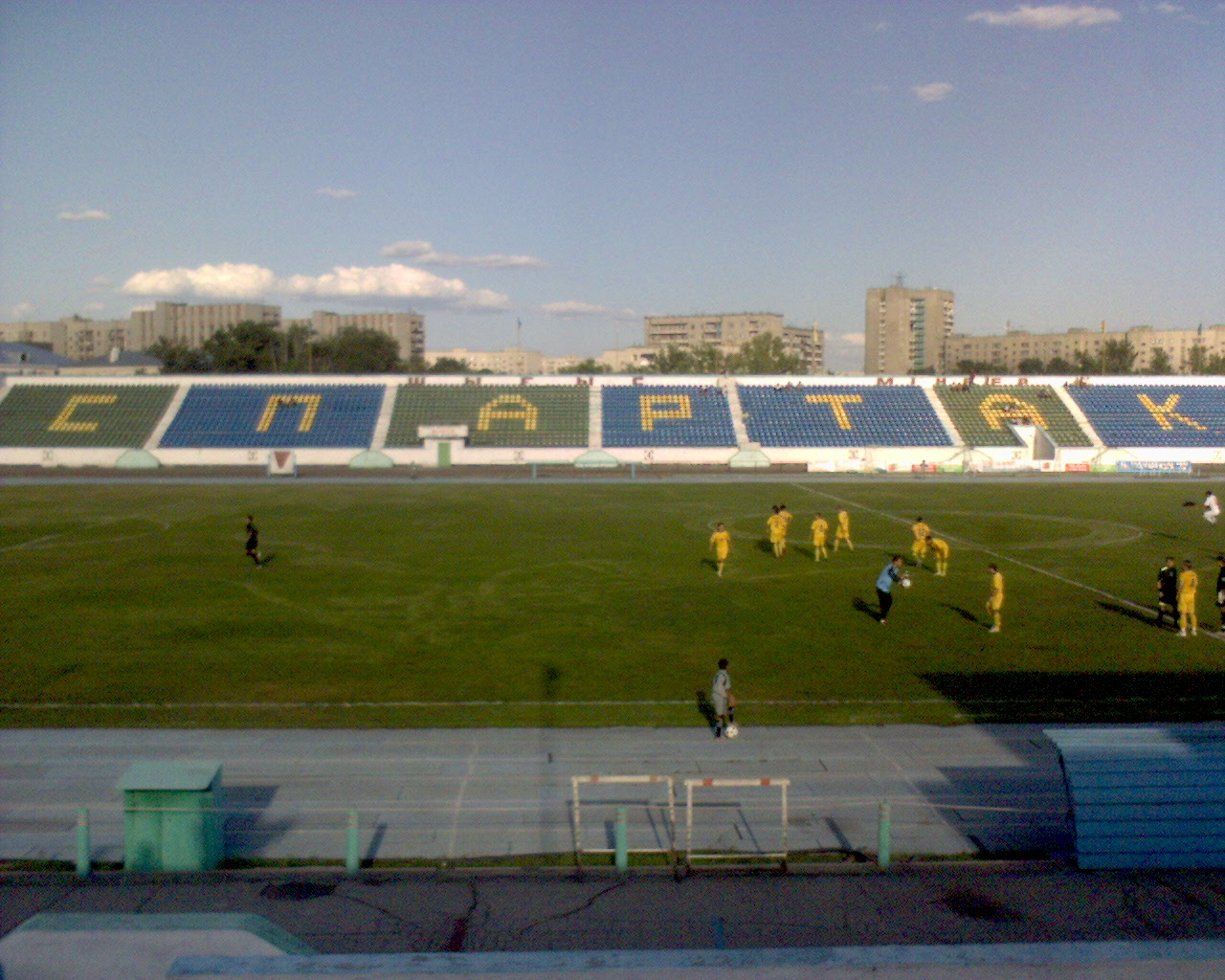
Spartak Stadion

Der Verein trug seine Heimspiele im Spartak Stadion aus, das 8.000 Zuschauern Platz bietet.

## Spieler
- Samat Smaqow (1997–1998, 2003)
- Andrei Karpowitsch (1998–2000)
- Maksim Samtschenko (2014)
- Viktor Genew (2014)
- Witaliý Kafanow (1994–1995)